# Thomas Dietz (Jongleur)
Thomas Dietz (* 19. Mai 1982 in Regensburg) ist ein deutscher Profi-Jongleur. Er gilt als einer der technisch besten Jongleure der Welt und hält den Weltrekord in der 5-Keulen-Jonglage mit 53 Minuten und 21 Sekunden sowie eine Reihe inoffizieller Weltrekorde.
2005, 2006, 2007 und 2008 gewann er den Titel des Overall Champion bei der Weltmeisterschaft der WJF (World Juggling Federation) in Las Vegas. Zu Dietz’ Spezialitäten gehören unter anderem Pirouetten und lange Läufe, Überkreuzungen hinter dem Rücken, sowie komplexe Siteswap-Variationen.
Einen Großteil seiner Bekanntheit verdankt er der Veröffentlichung mehrerer Jongliervideos im Internet, die in Zusammenarbeit mit Mark „Schani“ Probst entstanden.

## Biografie
Thomas Dietz begann im Alter von knapp vier Jahren zu jonglieren, Training und Wettbewerbe waren Teil seiner Kindheit und Jugend. 2003 absolvierte er eine Ausbildung an der Staatlichen Schule für Artistik in Berlin.
Internationale Erfolge erreichte Thomas Dietz bei den Wettkämpfen der Individuals Competitions in Buffalo, IJA Championships im August 2004, wo er den 1. Platz erreichte. Bei den Wettbewerben der Numbers Competitions erreichte er einmal den 1. Platz und zweimal den 3. Platz. Ein weiteres Jahr später, im Jahr 2005, wurde Thomas Dietz das erste Mal Overall Champion bei den Weltmeisterschaften der WJF (World Juggling Federation). Dabei konnte er in den Disziplinen Advanced Competitions, Pirouetten, Ausdauer und Freestyle überzeugen. Von den insgesamt vierzehn Wettbewerben konnte er neun für sich entscheiden, davon alle drei Einzeldisziplinen im Freestyle. In den Jahren 2006 und 2007 wiederholte er diesen Erfolg. Im Jahre 2008 konnte er abermals den Overall-Championship-Titel für sich gewinnen und verabschiedete sich zugleich von seiner Teilnahme an den Weltmeisterschaften, um sich zukünftig intensiver seiner Arbeit als Artist in Galashows und Varietés zuzuwenden.
Seit 2004 führt Thomas Dietz seine eigene Bühnenshow mit dem Titel „Super Juggling Race Game“ auf. Seit 2009 unterrichtet Thomas Dietz in eigenen Jonglier-Workshops.

## Wettkämpfe/Titel
Dietz erreichte von 2004 bis 2008 zahlreiche Erfolge in Wettkämpfen:

### IJA Championships August 2004, Buffalo
Individuals Competitions
1. Platz
Numbers Competitions
Solo Balls – 1. Platz mit 8 Bällen, 23 catches
Solo Clubs – 3. Platz mit 6 Keulen, 25 catches
Solo Rings – 3. Platz mit 8 Ringen, 17 catches

### WJF Dezember 2005, Las Vegas
Overall Champion
Advanced Competitions
1. Platz Advanced Balls
1. Platz Advanced Rings
2. Platz Advanced Clubs
Pirouetten
2. Platz 3 Clubs 360s
1. Platz 5 Balls 360s
1. Platz 5 Rings 360s
2. Platz 5 Clubs 360s
3. Platz 3 Clubs 720s
Ausdauer (Endurance)
1. Platz Balls (9 balls, 18 catches)
1. Platz Rings (8 rings, 16 catches)
3. Platz Clubs (6 clubs, 132 catches)
Freestyle
1. Platz 7 Ball Freestyle /
1. Platz 7 Ring Freestyle /
1. Platz 5 Club Freestyle

### WJF3 Dezember 2006, Las Vegas
Overall Champion (35.00 Punkte)
Advanced Competitions
1. Platz Advanced Balls Competition (9.33 Punkte)
2. Platz Advanced Rings Competition (8.71 Punkte)
1. Platz Advanced Clubs Competition (8.71 Punkte)
Ausdauer (Endurance)
1. Platz Endurance Balls Competition -9 Bälle, 27 catches
2. Platz Endurance Rings Competition -8 Ringe, 15 Catches
2. Platz Endurance Clubs Competition -7 Keulen, 28 Catches

### WJF4 Dezember 2007, Las Vegas
Overall Champion (39.65 Punkte)
Advanced Competitions
1. Platz Advanced Balls Competition
1. Platz Advanced Rings Competition
2. Platz Advanced Clubs Competition
Freestyle
2. Platz 5 Ball
1. Platz 6 Ball
1. Platz 7 Ball
2. Platz 5 Rings
1. Platz 6 Rings
1. Platz 7 Rings
3. Platz 5 Clubs
2. Platz 3 Clubs 360s
2. Platz 5 Clubs 360s
1. Platz 5 Balls 360s
1. Platz 5 Rings 360s
Ausdauer (Endurance)
1. Platz 7 Balls
1. Platz 7 Rings

### WJF5 Dezember 2008, Las Vegas
Overall Champion
Advanced Competitions
1. Platz Balls Competition
2. Platz Advanced Rings Competition
2. Platz Advanced Clubs Competition
Freestyle
1. Platz 6 Ball Freestyle
1. Platz 7 Ball Freestyle
1. Platz 5 Rings Freestyle
1. Platz 6 Rings Freestyle
1. Platz 7 Rings Freestyle
1. Platz 5 Clubs Freestyle
3. Platz 6 Clubs Freestyle
Battle für die WJF Präsidentschaft
1. Platz

## Veröffentlichungen
- DVD Thomas Dietz-17 Balls; August 2009